# Сивка-Бурка
Сівка-бурка (рос. Сивко-бурко) — російська народна казка. Належить до так званих чарівних казок. Це була найпопулярніша казка у пудозьких казкарів – відомо понад двадцять варіантів. По ходу казки Іван-дурень одружується з царівною і перетворюється на царевича за допомогою чарівного коня Сівки-бурки.
У покажчику казкових сюжетів казка під номером 530 (СУС) — доскакати до царівни, яка сидить у високому теремі. Сюжет широко відомий у всіх країнах Європи. Його варіанти відомі в Північній та Південній Америці (французькою, англійською та іспанською мовами), а також в арабській, турецькій, кавказькій, індійській фольклорі. Російських варіантів відомо — 60, українських — 41, білоруських — 14.

## Ім'я
Ім'я коня як чарівної сутності, що дала назву літературно опрацьованій російській казці, дещо відрізняється (як у своїй додатковій третій частині, так і в категорії граматичного роду) від збірки до збірки. Якщо у збірнику П. Тимофєєва (XVIII століття) ім'я коня загального роду («Сівка-бурка, віща каурка»), то у А. Афанасьєва (XIX століття) воно чоловічого роду, з архаїчним суфіксом, причому третім ім'ям, яке визначено епітетом «віщ», служить інше слово («Сивко-бурко, віщ воронко»).
Подібні коливання в роді в російській мові лінгвістика пов'язує з «переходом» лексем з говірки в акаючі. У південноруських говірках та частині середньоросійських спостерігається часткове руйнування категорії середнього роду. Іменники, що належали в північноросійських говірках до середнього роду з найдавніших часів, можуть «перекладатися» в слова чоловічого та жіночого роду. На думку С. П. Обнорського, причина полягає в характерній для акаких говірок редукції кінцевих голосних звуків (яка робить родотворчі закінчення на -о і на -а малорозрізненими).

## Сюжет
Було у батька три сини, і перед смертю він наказав синам відвідувати його могилу протягом трьох днів. Старий помер, а старші брати лінувалися, і молодший Іван виконав прохання батька. За це відкрив батькові синові таємницю про чарівного коня, який здатний принести йому користь: якщо вийти в чисте поле, клікнути Сивку-Бурку, тут же прискаче чарівний кінь, а Іван, якщо влізе йому у праве вухо, а вилізе через ліве, перетвориться на чудовий молодець.
А тим часом цар вирішив видати заміж свою дочку, але тільки за того віддасть царівну Неземну Красу, хто зможе дострибнути до високого терема і поцілувати царівну. Іван за допомогою Сивки-бурки зміг виконати завдання, за що царівна перснем поставила йому на лоб печатку. А Іван поскакав і був такий, додому на грубку повернувся.
Наступного дня почала царівна шукати свого судженого: наказала зібрати всіх добрих молодців і в кожного лоба перевіряла. Побачивши печатку на чолі Івана, вона назвала його своїм судженим.

## Сивка-Бурка як зачин чарівної казки
Приказкою «Від Сивки, від Бурки, і від вищої каурки…»" починається цілий ряд російських, українських, білоруських казок.

Зачин казки «Іван Сученко та білий полянин»:
Починається казка від Сівки, від Бурки, від речей Каурки. На морі, на океані, на острові на Буяні стоїть бик печений, біля нього лук товчений. І йшли три молодці, зайшли та поснідали, а далі йдуть — похваляються, самі собою бавляться: «Були ми, братики, біля такого місця, наїдалися дужче, ніж сільська баба тіста!» Це приказка, казка буде спереду.